# Massanes (Spanyolország)
Massanes település Spanyolországban, Girona tartományban. Massanes Riudarenes, Maçanet de la Selva, Fogars de la Selva, Hostalric és Sant Feliu de Buixalleu községekkel határos. Lakosainak száma 843 fő (2024).

## Népesség
A település népessége az elmúlt években az alábbi módon változott:
| Lakosok száma | 209  | 725  | 712  | 682  | 477  | 588  | 713  | 723  | 761  | 843  |
|               | 1717 | 1900 | 1940 | 1965 | 1991 | 2004 | 2009 | 2014 | 2019 | 2024 |